# Calymperes subserratum
Calymperes subserratum är en bladmossart som beskrevs av Fleischer 1904. Calymperes subserratum ingår i släktet Calymperes och familjen Calymperaceae. Inga underarter finns listade i Catalogue of Life.